# Bandeira de Acrotíri e Deceleia

A Union Jack é usada em Acrotíri e Deceleia para questões oficiais

As Áreas Soberanas das Bases de Acrotíri e Deceleia não possuem bandeira oficial, por isso são representadas pela bandeira do Reino Unido, a Union Jack. Acrotíri e Deceleia, é um Território Britânico Ultramarino na ilha de Chipre que compreende duas bases militares e seu interior.

## História
A ilha de Chipre foi um protetorado britânico de 1878 a 1914, sob administração militar britânica de 1914 a 1922, depois a Colônia da Coroa, de 1922 a 1960. A partir de 1922, a bandeira colonial do Chipre Britânico estava em uso em toda a ilha, incluindo as áreas que hoje compreendem Acrotíri e Deceleia. Após a independência cipriota em 1960, quando a bandeira colonial deixou de ter uso oficial, o território das Áreas de Base Soberana também foi estabelecido. No entanto, nenhuma bandeira distintiva foi criada para Acrotíri e Deceleia e nenhuma concessão de armas pelo College of Arms para basear uma bandeira do tipo Blue Ensign comum à maioria dos Territórios Britânicos Ultramarinos. Como resultado, a Union Jack tornou-se a bandeira de Acrotíri e Deceleia por padrão.
A Union Jack se situa sobre todos os edifícios oficiais em Acrotíri e Deceleia, bem como nos postos de fronteira. A Royal Air Force Ensign às vezes era usada como bandeira de facto localmente porque a Royal Air Force administrava as bases e também por causa da sensibilidade local em relação à Union Jack.

Bandeira do Chipre Britânico

Acrotíri e Deceleia são um dos dois únicos Territórios Britânicos Ultramarinos sem bandeira oficial, sendo o outro Santa Helena, Ascensão e Tristão da Cunha (onde cada ilha tem a sua própria bandeira).

## Outras bandeiras

A bandeira da Guarnição Deceleia

Uma bandeira verde carregada com dois leões dourados é frequentemente citada como uma bandeira não oficial de Acrotíri e Deceleia. Esta é a bandeira usada pela Guarnição Deceleia, ela própria derivada da bandeira colonial de Chipre. Os dois leões fazem parte do brasão do Rei Ricardo I da Inglaterra, por causa de sua conquista e criação do Reino de Chipre. Os leões dourados em verde são amplamente utilizados no território; eles também aparecem no brasão da King Richard School e na bandeira do Deceleia Sailing Club.

## Refêrencias
1. 1 2  «Cyprus: Sovereign Base Areas (United Kingdom)». www.crwflags.com. Consultado em 6 de novembro de 2023
2. ↑  «Dhekelia». Central Intelligence Agency. The World Factbook (em inglês). 1 de novembro de 2023. Consultado em 6 de novembro de 2023
3. ↑  «Infrastructure Update - Ascension Island News». web.archive.org. 6 de maio de 2014. Consultado em 6 de novembro de 2023
4. ↑  «Akrotiri und Dhekelia - Flagge in Lexikon und Shop». www.flaggenlexikon.de. Consultado em 6 de novembro de 2023
5. ↑  «Akrotiri and Dhekelia by Xumarov on DeviantArt». www.deviantart.com (em inglês). 28 de junho de 2013. Consultado em 6 de novembro de 2023
6. ↑  «Nova Constituição (em inglês)» (PDF). Dhekelia Sailing Club. 2007